# Thurl Ravenscroft
Thurl Ravenscroft est un acteur et chanteur américain né le 6 février 1914 à Norfolk (Nebraska) et mort le 22 mai 2005 à Fullerton (Californie).

## Biographie
Membre du quatuor vocal masculin The Mellomen et pourvu d'une voix de basse, il est surtout connu pour avoir prêté sa voix à Tony le Tigre dans les publicités Kellogg's ainsi qu'à de nombreux dessins animés des studios Disney,. Ravenscroft a aussi prêté sa voix à Bourriquet sur des disques Walt Disney Records.
Son buste, souvent pris par erreur pour celui de Walt Disney, apparaît dans la scène du cimetière de l'attraction The Haunted Mansion (Phantom Manor en France). Il s'agit en réalité d'une tête blanche sur laquelle est projeté le film du visage de Ravenscroft en train de chanter.
Il a été nommé Disney Legends en 1995.
Il est incarné par Hugh Grant dans le film Unfrosted : L'Épopée de la Pop-Tart (2024).

## Filmographie

### Cinéma
- 1940 : Isle of Destiny : Thurl (membre  du Sportsman Quartet)
- 1941 : Puddin' Head (en) de Joseph Santley : membre du Sportsmen Quartet
- 1942 : Le Canyon perdu (Lost Canyon) de Lesley Selander : le gardien du ranch basse
- 1953 : Romance inachevée (The Glenn Miller Story) : membre des Mellomen
- 1954 : Rose-Marie : l'homme-médecine indien
- 1954 : Pêché mignon (Pigs Is Pigs) : chanteur
- 1962 : The Music Man : un homme
- 1963 : Blondes, Brunes et Rousses (It Happened at the World's Fair) : membre des Mellomen

### Télévision
- 1968 : The Night Before Christmas : soliste
- 1971 : Stand Up and Cheer (série télévisée)

## Doublage

### Cinéma
- 1941 : Les Années 90 : chanteur
- 1944 : Le Printemps de Pluto : chanteur basse
- 1946 : La Boîte à musique (Make Mine Music) : chanteur
- 1950 : Cendrillon (Cinderella)
- 1951 : Alice au pays des merveilles (Alice in Wonderland) : une carte-peintre
- 1952 : Trick or Treat : membre des Mellomen
- 1953 : Peter Pan : choriste
- 1955 : La Belle et le Clochard (Lady and the Tramp) : Al l'alligator / un chien
- 1957 : The Story of Anyburg U.S.A. : Cyrus P. Sliderule
- 1958 : Paul Bunyan : Paul Bunyan
- 1959 : Le Belle au bois dormant (Sleeping Beauty) : chanteur
- 1959 : L'Arche de Noé : Shem, Ham et Japeth
- 1961 : Les 101 Dalmatiens (One Hundred and One Dalmatians) : Captain
- 1961 : Donald et la Roue : l'esprit du progrès
- 1963 : Merlin l'Enchanteur (The Sword in the Stone) : un chevalier au tournoi
- 1964 : Mary Poppins : un cochon / Andrew's Wimper
- 1965 : The Man from Button Willow
- 1970 : Les Aristochats (The Aristocats) : le chat russe
- 1977 : Les Aventures de Winnie l'ourson (The Many Adventures of Winnie the Pooh) : chanteur
- 1978 : Le Petit Âne de Bethléem (The Small One) : Potter
- 1987 : Le Petit Grille-pain courageux (The Brave Little Toaster) : Kirby
- 1996 : Super Défi Duck : narrateur
- 1997 : Le Petit Grille-pain courageux : À la rescousse : Kirby
- 1998 : Le Petit Grille-pain courageux : Objectif Mars (The Brave Little Toaster Goes to Mars) : Kirby

### Télévision
- 1965 : Tom et Jerry (série)
- 1970 : Horton Hears a Who! : Wickersham Brother
- 1971 : The Cat in the Hat : Thing 1
- 1977 : The Hobbit : un goblin / chanteur